# Tekstgebaseerd computerspel
Een tekstgebaseerd computerspel (Engels: text-based game) of tekstspel is een computerspel dat gebruikmaakt van tekst in plaats van computergraphics, zoals 2D-afbeeldingen of een virtuele wereld in 3D. Dit soort spellen is vaak eenvoudiger te programmeren en ze vereisen minder rekenkracht dan visuele computerspellen. Om deze reden waren deze spellen met name populair in de periode 1970-1990. Met behulp van een terminalemulator is het mogelijk deze spellen ook vandaag de dag nog te spelen.
Ook vandaag de dag bestaan er nog tekstgebaseerde computerspellen, hierbij spreken we dan over online tekstgebaseerde computerspellen. Deze spellen richten zich meestal op kinderen.

## Tekstadventure
Een tekstadventure is een avonturenspel voor de computer waarbij de speler zelf de opdrachten intikt om zich door de spelwereld te bewegen of om acties uit te voeren. Deze opdrachten bestonden vaak uit enkele woorden (look at floor, open door of use hammer on table) en na elke opdracht werd een reactie door het spel gegeven waaruit het effect van de actie bleek.

## Online computerspellen op tekstbasis
Het internet leent zich ook voor computerspellen die op tekst gebaseerd zijn: de spelers kunnen online het spel spelen via bijvoorbeeld Telnet, een website/forum of in een chatkanaal. Veel (gratis) MMORPG's zijn tekstgebaseerd, eventueel met afbeeldingen bij bepaalde spelonderdelen. Dit is voordelig voor programmeurs die niet beschikken over de expertise en/of webruimte om een grafische MMORPG aan te bieden. Een bijkomend voordeel is dat het spel geen bijzondere systeemeisen stelt.